# Drzonek (powiat obornicki)
Drzonek – wieś w Polsce, w województwie wielkopolskim, w powiecie obornickim, w gminie Ryczywół.
Do 2023 miejscowość była częścią wsi Ludomy.
W latach 1975–1998 Drzonek administracyjnie należał do województwa pilskiego.